# L'Invention du quotidien
 (avril 2025).
L'Invention du quotidien est un livre de Michel de Certeau qui examine la manière dont les gens individualisent la culture de masse, en modifiant les choses, des objets utilitaires aux plans de rue en passant par les rituels, les lois et le langage, afin de se les approprier. Il a été publié à l'origine en français sous le titre L'Invention du quotidien, vol. 1, Arts de faire (1980). Il fut suivi de L'Invention du quotidien, vol. 2, Habiter, Cuisiner (1984). Le livre est considéré comme un classique dans le champ des études de la vie quotidienne.
L'ouvrage est le résultat d'une commande passée par la DGRST en 1974 (Délégation générale à la recherche scientifique et technique) du ministère de la culture, alors chargée de piloter et gérer la recherche sous contrat. Il est passé commande d'une « synthèse tirée à la fois de la prospective, de cas concrets et du milieu de la recherche » se déroulant sur trois ans, de 1974 à 1977 avec un rendu des travaux en 1979. Dès 1974 le cadre de recherche sera précisé en mettant l'accent sur « la culture commune et quotidienne en tant qu’elle est appropriation (ou réappropriation) ».

L'objet d'étude de l'ouvrage est le quotidien définit comme suit :
« Le quotidien, c'est ce qui nous est donné chaque jour (ou nous vient en partage), ce qui nous presse chaque jour, et même nous opprime, car il y a une oppression du présent. Chaque matin, ce que nous reprenons en charge au réveil, c'est le poids de la vie, la difficulté de vivre, ou de vivre dans telle et telle condition, avec telle fatigue, tel désir. Le quotidien c'est ce qui nous tient intimement, de l'intérieur. C'est une histoire à mi-chemin de nous-même, presque en retrait, parfois voilée »
La méthode de l'ouvrage emprunte les méthodes de la sociologie et de l'anthropologie sans l'intention d'aboutir à leurs conclusions jugées généralisantes inadaptées à l'objet d'un quotidien éphémère. L'approche sociologique habituelle est complétée par le recours abondant aux auteurs assurant une mise à distance contrôlée par le biais de cadres théoriques. L'Invention du quotidien réexamine des notions et théories proches de Kant, Freud, , Bourdieu, Foucault et Détienne, avec une emphase particulière pour les théories du langages (Ferdinand de Saussure, John Langshaw Austin, Wittgenstein)

## Introduction Générale
L'Invention du quotidien commence par souligner que si les sciences sociales possèdent la capacité d’étudier les traditions, la langue, les symboles, l’art et les objets d’échange qui composent une culture, elles manquent de moyens formels pour examiner la manière dont les gens se les réapproprient dans les situations quotidiennes.
Pour de Certeau, il s’agit d’une omission dangereuse, car dans la réutilisation se trouve une abondance d’opportunités pour que les personnes ordinaires subvertissent les rituels et les représentations que les institutions cherchent à leur imposer.
Sans une compréhension claire de cette activité, les sciences sociales ne peuvent créer rien d’autre qu’une image de personnes qui ne sont pas des artistes (c’est-à-dire non-créateurs et non-producteurs), passives et fortement soumises à la culture reçue. En effet, une telle interprétation erronée se retrouve dans le terme « consommateur ». Dans le livre, le mot « utilisateur » est proposé à la place ; le concept de « consommation » est élargi dans l'expression « procédures de consommation » qui se transforme ensuite en « tactiques de consommation ».

## Première partie: Une Culture Très Ordinaire

### Chapitre II: Cultures Populaires
L'auteur cite l'exemple matériel de la « Perruque » : un ouvrier récupère les chutes de tissus destinées à être jetées et détourne les machines de l'entreprise pour fabriquer autre chose, soustrayant ainsi du temps à l'usine au profit d'un travail libre et créatif, précisément sans finalité lucrative. Cet exemple illustre un art de faire populaire, caractérisé par un détournement de ce qui est institué par l'ordre dominant établit. La perruque et l'acte de « perrucher » se retrouvent partout et à toutes les époques, qu'il s'agisse d'entreprises, d'administrations, et prennent des formes tant matérielles qu'immatérielles, notamment à travers les jeux de langage.
L’ordre effectif des choses est justement ce que les tactiques « populaires » détournent à des fins propres, sans l’illusion qu’il va changer de sitôt. Dans l’institution à servir s’insinuent ainsi un style d’échange sociaux, […] c’est-à-dire une économie du don. Assimilables à des modes d’emploi, ces « manières de faire » créent du jeu par une stratification de fonctionnements différents et interférents. Il se crée une espace de jeu pour des manières d’utiliser l’ordre contraignant du lieu ou de la langue.

### Chapitre III: Faire avec: Usages et tactiques
L'aspect le plus influent de L'invention du quotidien est né de l'intérêt des chercheurs pour la distinction faite par de Certeau entre les concepts de stratégie et de tactique. De Certeau définit les « stratégies » comme les moyens cachés par lesquels les institutions et les structures de pouvoir (ou « producteurs »), circonscrivent un lieu comme étant propre et génèrent des relations avec des individus ciblés (ou « consommateurs »), qui mettent en œuvre des « tactiques » afin de perturber ou de s'éloigner des conventions prescrites de tels environnements. Ainsi, se cacher lors de la pause déjeuner dans l'usine pour concevoir une perruque constitue une tactique qui joue et déjoue les stratégies mises en place par l'entreprise.
J’appelle stratégie le calcul (ou la manipulation) des rapports de force qui devient possible à partir du moment où un sujet de vouloir et de pouvoir (une entreprise, une armée, une cité, une institution scientifique) est isolable. Elle postule un lieu susceptible d’être circonscrit comme un propre et d’être la base d’où gérer les relations avec une extériorité de cibles ou de menaces (les clients ou les concurrents, les ennemis, la campagne autour de la ville, les objectifs et objets de la recherche, etc)
J’appelle tactique l’action calculée qui détermine l’absence d’un propre. Alors aucune délimitation de l’extériorité ne lui fournit la condition d’une autonomie. La tactique n’a pour lieu que celui de l’autre. Aussi doit-elle jouer avec le terrain qui lui est imposé tel que l’organise la loi d’une force étrangère.

Les stratégies misent sur la résistance que l’établissement d’un lieu offre à l’usure du temps ; les tactiques misent sur une habile utilisation du temps.
Selon Andrew Blauvelt, qui s'appuie sur les travaux de de Certeau dans son essai sur le design et la vie quotidienne :

« Les recherches de Certeau sur le domaine des pratiques de routine, ou les « arts de faire » tels que marcher, parler, lire, habiter et cuisiner, étaient guidées par sa conviction que malgré les aspects répressifs de la société moderne, il existe un élément de résistance créative à ces structures mises en place par des gens ordinaires. Dans L'invention du quotidien, de Certeau souligne une distinction critique importante entre stratégies et tactiques dans cette bataille de répression et d’expression. Selon lui, les stratégies sont utilisées par ceux qui font partie des structures de pouvoir organisationnelles, qu’elles soient petites ou grandes, comme l’État ou la municipalité, la société ou le propriétaire, une entreprise scientifique ou le scientifique lui-même. Les stratégies sont déployées contre une entité externe pour instaurer un ensemble de relations à des fins officielles ou appropriées, qu'il s'agisse d'adversaires, de concurrents, de clients, de consommateurs ou simplement de sujets. Les tactiques, en revanche, sont employées par ceux qui sont subjugués. De par leur nature même, les tactiques sont défensives et opportunistes, utilisées de manière plus limitée et saisies momentanément dans des espaces, à la fois physiques et psychologiques, produits et régis par des relations stratégiques plus puissantes. »

## Deuxième partie: Théorie De L’art De Faire

### Chapitre V: Arts de la Théorie
Ce chapitre retrace l'évolution historique des rapports entre science et art pendant les périodes décisives de leur développement, en examinant comment les frontières qui les séparent se sont redéfinies au fil du temps.
Distinction Antique
La première distinction remonte à l'Antiquité et oppose deux formes de pratique : d'un côté la science (Epistémè), quand il s'agit de comprendre ce qui est nécessaire et démontrable, de l'autre la technique (Techné), qui désigne le savoir-faire appliqué aux activités de production.
Ces deux domaines se distinguent par deux caractéristiques essentielles : premièrement, leurs objets diffèrent car la science s'intéresse à la connaissance des objets démontables, tandis que le savoir-faire concerne la connaissance en vue de la production. Deuxièmement, leurs modes d'expression sont opposés puisque la connaissance théorique s'exprime par le discours et le langage, alors que la pratique opère par l'expérience. 
Distinction de la Renaissance : l'idée de méthode
A partir du XVI siècle, l’idée de méthode va bouleverser progressivement la relation du connaître et du faire, à partir des exemples du droit et de la rhétorique, […] s’impose le schéma fondamental d’un discours qui organise la manière de penser en manière de faire, en gestion rationnelle d’une production et en opération régulée sur des champs appropriés. C’est la « méthode », germe de la scientificité moderne. 
La séparation entre science et technique ne repose donc plus sur leurs objets respectifs, puisque toutes deux ont désormais des applications entièrement pratiques. Cependant, elles maintiennent la distinction aristotélicienne concernant leur rapport au langage : le scientifique formalise ses connaissances par l'écrit, tandis que l'artisan détient un savoir-faire qui ne passe pas par les mots.
Distinction des Lumières
Au siècle des lumières, l’art est toujours pensé comme un savoir qui opère hors du discours éclairé qui lui fait défaut. Ce savoir-faire constitue un réservoir d’élément intéressants pour l’activité scientifique mais qui n’a pas encore réussi à être élucidé. D’une certaine manière on reconnaît la supériorité productive de l’art sur la science, mais l’absence de discours théorique assurant sa reproductibilité est pensé comme un manque.

Dans l’article art, Diderot essaie de préciser la relation entre art et science :
Nous avons affaire à un « art », « si l’objet s’exécute » ; 

à une « science » « si l’objet est contemplé » 
A propos de la géométrie des arts, il note encore :
« il est évident que les éléments de la géométrie de l’académie ne sont que les plus simples et les moins composés d’entre ceux de la géométrie des boutiques. Par exemple, en bien des problèmes de leviers, de frottements, de torsions textiles, de mécanismes d’horloger, etc, le « calcul » est encore insuffisant. La solution sera plutôt « l’affaire » d’une très ancienne « mathématique expérimentale et manouvrière »

### Distinction par Durkheim
Pour Durkheim :
« Un art est un système de manières de faire qui sont ajustées à des fins spéciales et qui sont le produit soit d’une expérience traditionnelle communiquée par l’éducation, soit de l’expérience personnelle de l’individu » « Sans doute, poursuit Durkheim, il peut se faire que l’art soi éclairé (voilà le mot clé des Lumières) par la réflexion mais la réflexion n’en est pas l’élément essentiel, puisqu’il peut exister sans elle. Mais il n’existe pas un seul art où tout soit réfléchi.
La distinction avec la science et l’art est plus fine encore que chez Diderot, ce n’est pas tant un « retard » de théorie qui sépare les deux, que de la possibilité pour un objet complexe d’être réalisé sans théorie et uniquement par expérience, ce qui devrait être impossible pour un objet de science.
L’art est par rapport à la science un savoir en lui-même essentiel mais illisible sans elle. Aussi bien, entre la science et l’art, on envisage non une alternative mais la complémentarité. Ce médiateur entre « l’homme à théorème » et « l’homme à expérience » ce sera l’ingénieur.

### La naissances de l'ingénierie des «arts et métiers»
La théorie a progressivement rattrapée certains domaines dévolus aux arts et métiers, ainsi le savoir-faire n'est plus vraiment un « faire » car pleinement mécanisée, ni même un « savoir » car théorisée à un niveau d'abstraction tel qu'il est désormais impossible de faire un lien entre l'activité théorique qui a abouti à la conception de la machine, et l'activité pratique qui consiste à faire fonctionner la machine.
Dans le savoir-faire, on a peu à peu découpé ce qui pouvait être détaché de la performance individuelle, et on l'a « perfectionné » en machines qui constituent des combinaisons contrôlables de formes, de matières et de forces. Ces « organes techniques » sont retirés à la compétence manuelle (ils la dépassent en devenant des machines) et placés dans un espace propre, sous la juridiction de l'ingénieur. Ils relèvent d'une technologie. Dès lors le savoir-faire se trouve lentement privé de ce qui l'articulait objectivement sur un faire. Au fur et à mesure que ses techniques lui sont enlevées pour être transformées en machines.
L'optimisation technique du XIXᵉ siècle, en puisant dans le trésor des « arts » et des « métiers » les modèles, prétextes ou contraintes de ses inventions mécaniques, ne laisse aux pratiques quotidiennes qu'un sol privé de moyens ou de produits propres. Un « savoir » demeure là, à qui manque son appareil technique (on en a fait des machines) ou dont les manières de faire n'ont pas de légitimité au regard d'une rationalité productiviste (arts quotidiens de la cuisine, du nettoyage, de la couture, etc.). Par contre, ce reste laissé par la colonisation technologique acquiert valeur d'activité « privée », se charge d'investissements symboliques relatifs à la vie quotidienne

Ce savoir n’est pas su. Il a, dans les pratiques, un statut analogue à celui qu’on accorde aux fables ou aux mythes d’être les dires de connaissances qui ne connaissent pas elles-mêmes. De part et d’autre, il s’agit d’un savoir que les sujets ne réfléchissent pas. Ils en témoignent sans pouvoir se l’approprier. Ils sont finalement les locataires et non les propriétaires de leur propre savoir-faire. 

## Troisième Partie: Pratiques D’Espace

### Chapitre VII: Marches dans la ville
Dans le chapitre influent « Marcher dans la ville », de Certeau affirme que « la ville » est générée par les stratégies des gouvernements, des entreprises et d’autres organismes institutionnels qui produisent des choses comme des cartes qui décrivent la ville comme un tout unifié. De Certeau utilise la perspective du World Trade Center à New York pour illustrer l’idée d’une vision panoptique et unifiée. En revanche, le marcheur au niveau de la rue se déplace de manière tactique et jamais entièrement déterminée par les plans des organismes organisateurs, prenant des raccourcis malgré le quadrillage stratégique des rues. Cela illustre concrètement l'argument de de Certeau selon lequel la vie quotidienne fonctionne par un processus de braconnage sur le territoire des autres, en utilisant les règles et les produits qui existent déjà dans la culture d'une manière qui est influencée, mais jamais entièrement déterminée, par ces règles et ces produits.

Ce chapitre établit également un parallèle significatif entre le langage et la marche urbaine, analogie développée jusqu'au niveau conceptuel avec la formulation d'« énonciations piétonnières » :
L'acte de marcher est au système urbain ce que l'énonciation (le speech act) est à la langue ou aux énoncés proférés. Au niveau le plus élémentaire, il a en effet une triple fonction « énonciative » : c'est un procès d'appropriation du système topographique par le piéton (de même que le locuteur s'approprie et assume la langue) ; c'est une réalisation spatiale du lieu (de même que l'acte de parole est une réalisation sonore de la langue) ; enfin il implique des relations entre des positions différenciées, c'est-à-dire des « contrats » pragmatiques sous la forme de mouvements (de même que l'énonciation verbale est « allocution », « implante l'autre en face » du locuteur et met en jeu des contrats entre colocuteurs). La marche semble donc trouver une première définition comme espace d'énonciation.

### Chapitre IX: Récits d’espace
Dans ce chapitre, la notion d'espace et de sa constitution sont pleinement développées à travers une distinction conceptuelle fondamentale entre lieu et espace :
Est un lieu l’ordre (quel qu’il soit) selon lequel des éléments sont distribués dans des rapports de coexistence. S’y trouve donc exclue la possibilité pour deux choses, d’être à la même place. Un lieu est donc une configuration instantanée de positions. Il implique une indication de stabilité.
Il y a un espace dès qu’on prend en considération des vecteurs de direction, des quantité de vitesse et la variable de temps. L’espace est un croisement de mobile. En somme l’espace est un lieu pratiqué.

Ainsi la rue géométriquement définie par un urbanisme est transformée en espace par des marcheurs.
De Manière analogue aux concepts de lieu et d'espace répondent celui de carte et de parcours
D’après William Labov deux types distincts qu’ils appellent l’un carte (map) et l’autre « parcours » (tour). Le premier est du modèle : « à côté de la cuisine, il y a la chambre des filles ». Le second : « Tu tournes à droite et tu entres dans la salle de séjour ».
Pour que ces espaces se constituent véritablement comme un propre aux limites clairement définies, le récit joue un rôle décisif. Qu'il émane de l'histoire vécue (« C'était le quartier où j'habitais ») ou s'impose de l'extérieur par des patronymes qui confèrent une mémoire au lieu (« place de la République »), il répond à un double enjeu : délimiter ses frontières et constituer son esprit du lieu.
Dans cette organisation, le récit a un rôle décisif. Certes il « décrit ». Mais « toute description est plus qu'une fixation », c'est « un acte culturellement créateur ». Elle a même pouvoir distributif et force performative (elle fait ce qu'elle dit) quand un ensemble de circonstances se trouve réuni. Alors elle est fondatrice d'espaces. Réciproquement, là où les récits disparaissent (ou bien se dégradent en objets muséographiques), il y a perte d'espace : privé de narrations (comme on le constate tantôt en ville, tantôt à la campagne).

## Quatrième Partie: Usages De La Langue

### Chapitre X: L’Economie Scripturaire
Dans ce chapitre, c'est une généalogie des différents usages de l'écriture qui est proposée
Premier temps : Passage de l'oral à l'écriture
Est « oral » ce qui ne travaille pas au progrès ; réciproquement, est « scripturaire » ce qui se sépare du monde magique des voix et de la tradition. Une frontière (et un front) de la culture occidentale se dessine avec cette séparation-là.
Second temps : Passage à l'écriture organisatrice
Le système scripturaire marche automobilement ; il devient auto-mobile et technocratiques ; il mue les sujets qui en avaient la maitrise en exécutants de la machine à écrire qui les ordonne et les utilise. Une société informaticienne.
À ce titre, Robinson Crusoé combine les trois éléments typiques de la société moderne caractérisée par le système scripturaire : l'île qui découpe un lieu propre (à l'image de la feuille blanche constituant un espace délimité), la production d'un système d'objets par un sujet maître (comme l'écriture organisée sur la feuille par un agent), et la transformation d'un monde naturel (l'écriture renvoyant au réel dans le projet de le changer et de le transformer).
Troisième temps : Passage à l'écriture scientifique
L’écriture s’en trouve progressivement bouleversée. Une autre écriture s’impose peu à peu sous des formes scientifiques, érudites ou politiques ; elle n’est plus ce qui parle, mais ce qui se fabrique.
Quatrième temps : Passage à l'écriture du droit

Le droit, par les règles écrites qu'il impose, se matérialise dans les êtres vivants eux mêmes. Par une première opération comme l'obligation de porter des vêtements, les êtres vivants sont « mis en textes ». Lorsqu'on se promène dans les rues, les corps représentent la règle : chacun de leurs vêtements signifie une appartenance à une classe sociale, incarnant et signalant une identité.
Ces écritures effectuent deux opérations complémentaires : par elles, les êtres vivants sont « mis en texte », mués en signifiants des règles (c’est une intertextuation) et d’autre part, la raison ou le logos d’une société « se fait chair » (c’est une incarnation).
Cette machinerie transforme les corps individuels en corps social. Elle fait produire à ces corps le texte d’une loi.
Parce que la loi est déjà appliquée avec et sur des corps, « incarnée » en des pratiques physiques, elle peut s’en accréditer et faire croire qu’elle parle au nom du « réel ». En d’autres termes le discours normatif ne « marche » que si déjà il est devenu un récit, un texte articulé sur le réel et parlant en son nom, c’est-à-dire une loi historiée et historicisée, racontée par des corps.

Une autre dynamique complète la première et s’y imbrique, celle qui pousse les vivants à devenir des signes, à trouver dans un discours le moyen de se transformer en une unité de sens, en une identité.

## Cinquième Partie: Manière De croire

### Chapitre XIII: Crédibilités politiques
Ce chapitre souligne une importante inversion par rapport au paradigme des anciens, alors qu'on postulait auparavant l'invisibilité du réel, s'est substitué l'idée de la visibilité du réel, et de la possibilité pour n'importe qui d'y comprendre quelque chose, un véritable renversement dans le paradigme du savoir.
Notre société est devenue une société recitée en un triple sens : elles est définie à la fois par des récits (les fables de nos publicités et de nos informations), par leur citations et par leur interminable récitations.

Ces récits ont le double et étrange pouvoir de muer le voir en un croire, et de fabriquer du réel avec des semblants